# Platylestes orientalis
Platylestes orientalis là loài chuồn chuồn trong họ Lestidae. Loài này được Baijal & Agarwal mô tả khoa học đầu tiên năm 1956.